# الجنرال (مغني)
حمادة بن عمر ويُعرف في الوسط الفني بلقب «الجنرال» ، ولد عام 1989 ويعيش بمدينة صفاقس، فنان راب تونسي، عرف بأدائه لأغان تنتقد تدهور الأوضاع الاجتماعية واستفحال الفساد في تونس. وقد لقيت أغنيته «ريّس البلاد شعبك مات» نجاحا كبيرا على المواقع الاجتماعية بالإنترنت. وقد اشتهر خاصة خلال الحركة الاجتماعية التي انطلقت بولاية سيدي بوزيد في النصف الثاني من ديسمبر 2010. وتم اعتقاله في 6 جانفي 2011 على خلفية أغانيه اللاذعة. ومن أحدثها «تونس بلادنا» و «ريس لبلاد».
وأطلق سراحه بعد ثلاثة أيام، مساء يوم 9 من نفس الشهر.
وقد اختير "الرابور" الذي كان يتابع دراسته في كلية الصيدلة في استفتاء ضمن قائمة أقوى 100 شخصية في العالم في استفتاء لمجلة تايم و"قناة سي إن إن.
ويرجع الفضل في ذلك إلى أغنية «ريس البلاد» التي تغنَّى فيها عن حقيقة سوء الأوضاع الاجتماعية والديموقراطية في البلاد، وهو الأمر الذي عجزت عنه الأحزاب السياسية والسياسيين ورجال الإعلام في ظل نظام بن علي الديكتاتوري وعائلته، وكان تاريخ صدور تلك الأغنية قبل اشتعال ثورة 14 يناير في تونس.
وكان حمادة بن عمر الملقب «بالجنرال» أول من انتقد نظام بن علي في أعماله الفنية قبل وخلال الثورة. واعتُقل في عهد الرئيس التونسي المخلوع بتهمة التحريض على الاحتجاج، وصُنِّف باعتباره معارضًا سياسيًّا على خلفية أغنية «ريس البلاد»، فيما كانت أعماله ممنوعة من البث منذ احترافه الراب سنة 2007 وانقطاعه عن دراسة الصيدلة لأجل الفن الملتزم.
وأضاف الجنرال أن اختياره غناء الراب السياسي كان نابعًا من إيمانه بقدرة الفن على تغيير الواقع، ورفع الظلم عن وطنه تونس، وأن بلوغه العالمية لم يكن محض صدفة، بل نتيجة جهد وتضحية بالذات من أجل حرية وكرامة شعبه.
وأرجع حمادة أسباب اختياره «الجنرال» اسمًا فنيًّا، إلى المعنى اللفظي للكلمة الدال على أن صاحب الاسم غايته نقد سياسة النظام الديكتاتوري، والدفاع عن صوت الشعب.